# パオロ・デ・ラ・アサ
パオロ・ジアンカルロ・デ・ラ・アザ・ウルキサ（スペイン語: Paolo Giancarlo de la Haza Urquiza、1983年11月30日 - ）は、ペルーのサッカー選手。元ペルー代表。ポジションはMFまたはDF。

## クラブ歴
スポルト・ボーイズのユース出身で、シエンシアーノに在籍した後、2007年7月23日にFCチョルノモレツ・オデッサに3年契約で移籍したが、2009年2月にアリアンサ・リマに移籍。しかし7月にはベイタル・エルサレムFCへとレンタル移籍した。2011年3月に中国サッカー・スーパーリーグの江蘇蘇寧に完全移籍。2012年にCDウニベルシダ・セサル・バジェホに移籍しペルー復帰、スポルティング・クリスタル、フアン・アウリチ、アリアンサ・リマに在籍。

## 代表歴
2003年から2012年にかけてペルー代表として23試合に出場した。最終戦となった2012年4月11日のチリ代表戦ではイエローカードを2枚提示されて退場となってしまった。